# Folketingsvalg
Folketingsvalg er valg til Kongeriget Danmarks parlament Folketinget. Der vælges 179 medlemmer for op til 4 år, heraf 2 i Grønland og 2 på Færøerne.
Det første folketingsvalg fandt sted 4. december 1849 efter udstedelsen af den demokratiske forfatning Grundloven 5. juni samme år. I den forbindelse oprettedes parlamentet Rigsdagen bestående af andetkammeret Folketinget og førstekammeret Landstinget med hver deres valgregler. I tidens løb ændredes valgreglerne for de to ting flere gange, bl.a. med de nye grundlove i 1866 og 1915. Med grundloven af 1953 gik man imidlertid over til etkammersystem, hvilket betød at Landstinget sløjfedes, og at Folketinget derefter var og er Kongeriget Danmarks parlament.
Seneste folketingsvalg foregik d. 1. november 2022, og næste folketingsvalg skal derfor senest afholdes 31. oktober 2026.
Folketingets mandater fordeles ud fra vælgernes stemmer ved proportional repræsentation: 135 kredsmandater i de ti storkredse fordeles ved hjælp af D'Hondts metode, og 40 tillægsmandater udligner resultatet, så de 175 mandater samlet set er fordelt efter den største brøks metode.

## Lovgrundlag
Det danske valgsystem er reguleret i lov om valg til Folketinget, i 2025 i henhold til seneste Lovbekendtgørelse . En række af de grundlæggende principper om valgret, valgbarhed og valgmåde er fastlagt i grundloven fra 1953.
Danmarks Riges Grundlov af 5. juni 1953 fastslår i kapitel 4 bl.a. følgende: 
- Folketinget består af højst 179 medlemmer, heraf 2 valgt på Færøerne og 2 valgt på Grønland.
- Folketinget vælges ved almindelige, direkte og hemmelige valg
- Valgmetoden skal sikre en lige repræsentation af anskuelserne blandt vælgerne og ske ved benyttelse af forholdstalsvalgmetoden eventuelt i kombination med valg i enkeltmandskredse.
- Der skal ved den stedlige mandatfordeling tages hensyn til indbyggertal, vælgertal og befolkningstæthed.
- Folketinget vælges for 4 år.
- Mandaterne bortfalder ikke, før nyvalg har fundet sted.
- Folketinget afgør selv gyldigheden af sine medlemmers valg.
- Kongen kan til enhver tid udskrive nyvalg, hvorved de bestående mandater bortfalder, når valget har fundet sted. (Kongen/dronningens rolle er kun formel. Reelt er det statsministeren, der bestemmer, hvornår der skal være folketingsvalg.)

I ét tilfælde skal regeringen træde tilbage: Hvis den får et mistillidsvotum fra Folketinget. Hvis den ikke kan få finansloven vedtaget i Folketinget, er det almindeligt, at det medfører regeringens fald. I disse tilfælde skal der enten udskrives nyvalg eller (efter en kongerunde) findes en ny forhandlingsleder med henblik på at finde en statsministerkandidat, der ikke er i mindretal i Folketinget.
Grundloven overlader til Folketinget at fastsætte de nærmere regler for valgrettens udøvelse og selve valgmåden. Det sker i lov om valg til Folketinget. 
Normalt regnes med at et folketingsvalg kan udskrives med tre ugers varsel regnet ud fra fristerne i valgloven. Bestemmelsen om, at kongen til enhver tid kan udskrive nyvalg, indebærer imidlertid, at visse af valglovens tidsfrister må vige for grundlovens ord, såfremt valget udskrives med kort varsel. Minimumstiden mellem valgets udskrivelse og dets afholdelse bestemmes således alene af praktiske hensyn. I praksis er der da også set både kortere og længere perioder før valget.

## Valgkredse i Kongeriget
Kongeriget Danmark er efter kommunalreformen 2007 og lovene om Folketingsvalg i både Grønland og på Færøerne, opdelt i tre landsdele og valgområder.
Danmark er opdelt i 10 storkredse med i alt 92 opstillingskredse. 
Færøerne og Grønland er opdelt som valgområder.
For at afgøre fordelingen af mandater benytter folketingsvalget en kombination af forholdstalsvalg i såkaldte storkredse (kredsmandater) og landsdækkende tillægsmandater, der udjævner resultatet, så det afspejler partiernes styrkeforhold på landsplan.

## Afstemning
Ved Folketingsvalget anvendes stemmesedler af hvidt karton, hvor vælgeren skal sætte ét kryds til højre for enten et partinavn eller et kandidatnavn.
Er vælgeren forhindret i at møde ved valgstedet på valgdagen, kan man stemme pr. brevstemme på et vilkårligt rådhus. Her er stemmesedlen i hvidt karton i størrelsen A6. Der er 3 felter til udfyldelse: Partibogstav, partinavn og evt. kandidatnavn. I stemmeboksen er der kandidatlister over de nærmeste valgkredse til rådighed. Stemmesedlen forsegles i konvolut og foranlediges fremsendt til vælgerens valgsted.

## Berettigelse til opstilling

### Danmark
De partier, der blev valgt ind i Folketinget ved sidste valg og fortsat er repræsenteret i dette, har ret til at deltage i folketingsvalget, det vil sige de er automatisk opstillingsberettigede. 
Nye partier, der ønsker at deltage i folketingsvalg, skal anmeldes for indenrigsministeren senest kl. 12 femten dage før folketingsvalget. Sammen med anmeldelsen skal partiet indlevere et antal vælgererklæringer, der mindst svarer til 1/175 af samtlige gyldige stemmer, der blev afgivet ved det sidste folketingsvalg. Ved folketingsvalget den 5. juni 2019 blev der afgivet 3.569.521 gyldige stemmer. Et nyt parti skal derfor for tiden indsamle mindst 20.397 vælgererklæringer for at blive opstillingsberettiget til folketingsvalg. 
Inden et nyt parti kan gå i gang med at indsamle vælgererklæringerne, skal partiet ansøge Valgnævnet om at få godkendt partinavnet og den formular, som partiet vil anvende til at indsamle vælgererklæringerne.
Opstillingsberettigede partier får tildelt et partibogstav, der bruges ved valg til Folketinget, regionsrådene og kommunalbestyrelserne.
Hvis et opstillingsberettiget parti får mindst 2 procent af stemmerne ved folketingsvalg, så kommer partiet i betragtning, når de 40 tillægsmandater skal fordeles. Et kredsmandat kan også udløse tillægsmandater.
Det er også muligt at opstille udenfor partierne (såkaldt løsgænger). Det kræver dog, for at blive valgt, at den opstillede opnår et kredsmandat. I 1994 blev Jacob Haugaard i Aarhus Amtskreds valgt med 23.253 personlige stemmer. Tidligere er det lykkedes Hans Schmidt fra Slesvigsk Parti at vinde et løsgængermandat i 1953.

### Færøerne & Grønland
Ved folketingsvalg på Færøerne og Grønland er partierne der er repræsenteret i hhv.  Løgtingið og Inatsisartut der er opstillingsberettigede. Man kan ikke stille op som nyt parti men man kan stille op som løsgænger, hvilket kræver mindst 150 stillere på Færøerne og mindst 100 stillere på Grønland.

## Fordeling af mandater
Beregningen af valgresultatet, sker i Danmark ved et dobbelt forholdstalsvalgsystem. De 135 kredsmandater fordeles ved d'Hondts metode i landets ti storkredse, som hver råder over et fastlagt antal mandater. De 40 tillægsmandater bruges til at udligne resultatet på landsplan, sådan at partierne får netop det antal mandater der svarer til deres del af stemmerne via den største brøks metode. Små partier har typisk svært ved at opnå kredsmandater, men får via tillægsmandaterne alligevel det korrekte antal mandater. Partier er dog udelukket fra tillægsmandater hvis de ikke når over en af de tre spærregrænser. I praksis er der kun en spærregrænse, den som kræver, at partiet får over 2 procent af stemmerne for at få tillægsmandater – derfor kaldes den ofte blot spærregrænsen. 

## Folketingsvalg

### Folketingsvalg efter 1849-grundloven
- Folketingsvalget 1849
- Folketingsvalget 1852
- Folketingsvalget 26. februar 1853
- Folketingsvalget 27. maj 1853
- Folketingsvalget 1854
- Folketingsvalget 1855
- Folketingsvalget 1858
- Folketingsvalget 1861
- Folketingsvalget 1864
- Folketingsvalget 1865
- Folketingsvalget 4. juni 1866

### Folketingsvalg efter 1866-grundloven
- Folketingsvalget 12. oktober 1866
- Folketingsvalget 1869
- Folketingsvalget 1872
- Folketingsvalget 1873
- Folketingsvalget 1876
- Folketingsvalget 1879
- Folketingsvalget 24. maj 1881
- Folketingsvalget 26. juli 1881
- Folketingsvalget 1884
- Folketingsvalget 1887
- Folketingsvalget 1890
- Folketingsvalget 1892
- Folketingsvalget 1895
- Folketingsvalget 1898
- Folketingsvalget 1901
- Folketingsvalget 1903
- Folketingsvalget 1906
- Folketingsvalget 1909
- Folketingsvalget 1910
- Folketingsvalget 1913
- Folketingsvalget 1915

### Folketingsvalg efter 1915-grundloven
- Folketingsvalget 1918
- Folketingsvalget 26. april 1920
- Folketingsvalget 6. juli 1920
- Folketingsvalget 21. september 1920
- Folketingsvalget 1924
- Folketingsvalget 1926
- Folketingsvalget 1929
- Folketingsvalget 1932
- Folketingsvalget 1935
- Folketingsvalget 1939
- Folketingsvalget 1943
- Folketingsvalget 1945
- Folketingsvalget 1947
- Folketingsvalget 1950
- Folketingsvalget 21. april 1953

### Folketingsvalg efter 1953-grundloven
- Folketingsvalget 22. september 1953
- Folketingsvalget 1957
- Folketingsvalget 1960
- Folketingsvalget 1964
- Folketingsvalget 1966
- Folketingsvalget 1968
- Folketingsvalget 1971
- Folketingsvalget 1973
- Folketingsvalget 1975
- Folketingsvalget 1977
- Folketingsvalget 1979
- Folketingsvalget 1981
- Folketingsvalget 1984
- Folketingsvalget 1987
- Folketingsvalget 1988
- Folketingsvalget 1990
- Folketingsvalget 1994
- Folketingsvalget 1998
- Folketingsvalget 2001
- Folketingsvalget 2005
- Folketingsvalget 2007
- Folketingsvalget 2011
- Folketingsvalget 2015
- Folketingsvalget 2019
- Folketingsvalget 2022

## Mandatfordelingen i Folketinget 1918-2023
| 39 | 31 | 22 | 45 |  |  |

| 136 |

| 42 | 17 | 28 | 48 |  |  |

| 137 |

| 42 | 16 | 26 | 51 |  |  |

| 137 |

| 48 | 18 | 27 |  | 51 |  |  |

| 146 |

| 55 | 20 | 28 |  | 44 |  |

| 146 |

| 53 | 16 | 30 |  |  | 46 |  |

| 146 |

| 61 | 16 | 24 |  |  | 43 |  |

| 145 |

| 62 | 14 | 27 |  |  |  | 38 |  |

| 145 |

| 68 | 14 | 26 |  |  |  | 28 |  |  |

| 146 |

| 64 | 14 | 26 |  |  |  |  | 30 |  |  |

| 146 |

| 66 | 13 | 31 |  |  | 28 |  |  |

| 147 |

| 48 | 11 | 26 |  | 18 | 38 |  |  |

| 141 |

| 57 | 10 | 17 |  | 9 | 49 |  |  |

| 137 |

| 59 | 12 | 27 | 12 | 7 | 32 |  |  |

| 139 |

| 61 | 13 | 26 | 9 | 7 | 33 |  |  |

| 137 |

| 74 | 14 | 30 |  | 8 | 42 |  |  |  |

| 162 |

| 70 | 14 | 30 | 9 |  |  | 45 |  |  |  |

| 164 |

| 76 | 11 | 32 | 11 |  | 38 | 8 |  |  |

| 162 |

| 76 | 10 | 36 | 10 | 38 |  |  |  |

| 162 |

| 69 | 13 | 34 | 20 | 35 |  |  |  |

| 160 |

| 62 | 27 | 37 | 11 | 34 |  |  |  |  |

| 160 |

| 70 | 27 | 31 | 17 | 30 |  |  |  |

| 149 | 30 |

| 46 | 20 | 16 | 14 |  | 11 |  |  | 22 | 28 |  |  |  |

| 152 | 27 |

| 53 | 13 | 10 |  | 9 | 9 |  | 42 |  | 24 |  |  |  |

| 151 | 28 |

| 65 |  | 15 | 11 |  |  |  |  | 21 |  | 26 |  |  |  |

| 149 | 30 |

| 68 | 10 | 22 |  |  | 11 |  | 22 |  | 20 |  |  |  |  |

| 137 | 42 |

| 59 | 9 | 26 | 15 | 21 |  | 20 |  | 16 |  |  |  |  |

| 137 | 42 |

| 56 | 10 | 42 | 8 | 21 |  | 22 |  |  |  |  |  |  |

| 132 | 47 |

| 54 | 11 | 38 | 9 | 27 |  |  | 19 | 9 |  |  |  |  |

| 127 | 52 |

| 55 | 10 | 35 | 9 | 24 |  | 22 | 16 |  |  |  |  |

| 124 | 55 |

| 69 |  | 30 | 9 | 15 |  | 29 | 12 |  |  |  |  |

| 120 | 59 |

| 62 | 8 | 27 |  | 13 | 42 | 11 |  |  |  |  |  |  |

| 120 | 59 |

| 63 |  | 16 | 8 | 13 |  | 13 | 42 |  |  |  |  |  |  |

| 112 | 67 |

| 52 | 9 | 16 | 12 |  | 22 | 56 |  |  |  |  |  |

| 111 | 68 |

| 47 | 17 | 18 | 11 | 24 | 52 |  |  |  |  |  |

| 113 | 66 |

| 45 | 9 | 18 | 23 | 25 | 46 |  |  |  |  |  |  |

| 112 | 67 |

| 44 | 17 | 8 | 16 | 9 | 22 | 47 | 12 |  |  |  |  |

| 109 | 70 |

| 47 | 8 |  |  | 13 | 37 | 34 | 14 | 9 |  |  |  |  |

| 112 | 67 |

| 48 | 16 | 12 |  | 14 |  | 16 | 43 | 13 |  |  |  |  |  |

| 109 | 70 |

| 50 |  | 10 |  | 15 | 14 | 16 |  | 23 | 14 | 9 |  |  |  |  |  |

| 101 | 78 |

| 50 |  | 10 | 15 | 15 | 12 |  | 23 | 16 | 9 |  |  |  |  |  |  |

| 100 | 79 |